# فيوليتا دافالوس
فيوليتا دافالوس (29 سبتمبر 1969 - 18 فبراير 2021) كانت سوبرانو أوبرا مكسيكية. فازت بالعديد من الجوائز.
توفيت دافالوس في 18 فبراير 2021 عن عمر يناهز 52 عامًا بسبب التهاب الصفاق.